# Wola Burzecka
Wola Burzecka (prononciation : [ˈvɔla buˈʐɛt͡ska]) est un village polonais de la gmina de Wojcieszków dans le powiat de Łuków de la voïvodie de Lublin dans l'est de la Pologne.
Il se situe à environ 3 kilomètres au nord-ouest de Wojcieszków (siège de la gmina), 17 kilomètres au sud-ouest de Łuków (siège du powiat) et 63 kilomètres au nord de Lublin (capitale de la voïvodie).
Le village comptait approximativement une population de 651 habitants en 2009.

## Histoire
De 1975 à 1998, le village est attaché administrativement à l'ancienne voïvodie de Siedlce.

Depuis 1999, il fait partie de la nouvelle voïvodie de Lublin.